# Michael Hayden
Michael Vincent Hayden (Pittsburgh, Pennsylvania, 17. ožujka 1945. -) je general američkog ratnog zrakoplovstva, i često ga opisuju kao "najvišeg obavještajca u oružanim snagama." Do jučer je služio kao zamjenik direktora nacionalnih obavještajnih agencija, gdje je bio "zadužen za nadzor svakodnevnih aktivnosti nacionalnog obavještajnog programa." Dužnost je preuzeo 21. travnja 2005., kada su oni i direktor nacionalnih obavještajnih službi (DNI) John Negroponte položili zakletvu nakon senatske potvrde. 
Hayden je prije toga služio kao direktor Nacionalne agencije za sigurnost (NSA), na koje je mjesto bio došao 1999. Za vrijeme svog direktorskog mandata, najdužeg u povijesti agencije, nadgledao je kontroverzno prisluškivanje tehnoloških komunikacija između osoba u SAD i navodnih stranih terorističkih grupa.
8. svibnja 2006., Hayden je nominiran na mjesto direktora CIA-e nakon što je 5. svibnja ostavku bio dao Porter J. Goss. 23. svibnja senatski izvještajni odbor je s 12 glasova "za" i 3 "protiv" odobrio dalji postupak nominacije. Imenovanje je potvrđeno 26. svibnja sa 78 glasova "za" i 15 glasova "protiv".
Hayden potječe iz radničke obitelji irskog porijekla te je u mladosti radio kao taksist kako bi financirao školovanje na Sveučilištu Duquesne gdje je diplomirao i magistrirao povijest. Tamo se upisao u školu pričuvnih časnika, a godine 1967. stekao čin poručnika. Godine 1969. ušao je u aktivnu vojnu službu. Nakon toga je služio na mnogim odgovornim funkcijama.
Oženjen je za Jeanine Carrier, s kojom ima kćer i dva sina.

## Vanjske poveznice
- Office of the Director of National Intelligence (engl.)
- Official Air Force biography (engl.)
- Official NSA biography (engl.)